# Rhadinophanes monticola
Rhadinophanes monticola is een slang uit de familie toornslangachtigen (Colubridae) en de onderfamilie Dipsadinae.

## Naam en indeling
De wetenschappelijke naam van de soort werd voor het eerst voorgesteld door Charles William Myers en Jonathan Atwood Campbell in 1981. Het is de enige soort uit het monotypische geslacht Rhadinophanes.

## Verspreiding en habitat
Rhadinophanes monticola komt voor in delen van Midden-Amerika en leeft endemisch in zuidelijk Mexico. De slang is alleen gevonden in de staat Guerrero. De habitat bestaat uit vochtige tropische en subtropische bergbossen.

## Beschermingsstatus
Door de internationale natuurbeschermingsorganisatie IUCN is de beschermingsstatus 'onzeker' toegewezen (Data Deficient of DD).